# Saint-Georges-de-Rouelley
Saint-Georges-de-Rouelley è un comune francese di 542 abitanti situato nel dipartimento della Manica, nella regione della Normandia.

## Società

### Evoluzione demografica
Abitanti censiti